# Adolfo Romano
Adolfo Romano (Messina, 10 marzo 1894 – Messina, 21 luglio 1972) è stato uno scultore e pittore italiano.
Molti dei suoi quadri e delle sue opere scultoree erano destinati alle chiese messinesi. La sua opera più famosa  è il quadro reffigurante la Madonna della Lettera aiutato dal fabbro di famiglia Matteo Pasquali nell'abside del Duomo di Messina.
Ha contribuito alla ricostruzione della cattedrale messinese dopo i bombardamenti della seconda guerra mondiale.

## Opere
Fra le sue opere più famose -destinate alle chiese messinesi- sono da ricordare:
- Chiesa della Santissima Annunziata (Camaro Inferiore) (Quadro dell'Annunciazione 1919),
- Chiesa della Calispera a Contesse (pale d'altare 1926),
- Chiesa del Carmine (affreschi nella cupola),
- Seminario Arcivescovile (decorazione della Cappella 1933),
- Chiesa di San Francesco dei Mercadanti (Polittico di S. Francesco dell'altare maggiore)
- Ritratto di Gesù Bambino con l'aiuto di Matteo Pasquali
- Chiesa matrice di Santa Maria del Carmelo a Santa Teresa di Riva, tre mosaici a lunetta sul prospetto principale (1934).

| Controllo di autorità | VIAF (EN) 160174155 · SBN PALV045752 · GND (DE) 142897175 |